# Gandhi (film)
Pour les articles homonymes, voir Gandhi (homonymie).
Pour plus de détails, voir Fiche technique et Distribution.
Gandhi est un film indo-britannique réalisé par Richard Attenborough et sorti en 1982. Il s'agit d'un film biographique sur Mohandas Karamchand Gandhi.
Le film retrace différents éléments célèbres de la vie de Gandhi et de la lutte pour l'indépendance indienne. Ainsi, on assiste au combat pour les droits civils en Afrique du Sud au début du siècle, à la création de l'ashram de Sabarmati, au massacre d'Amritsar et au mouvement de désobéissance civile qui l'a suivi, à la marche du sel, à la mort de sa femme lors de sa captivité, à l'indépendance et la partition de l'Inde et enfin à son assassinat le 30 janvier 1948.
Le film est un succès critique et commercial. Il reçoit de très nombreuses distinctions dont onze nominations aux Oscars 1983 (pour 8 récompenses), seize nominations aux British Academy Film Awards (5 récompenses) et cinq nominations — pour autant de prix — aux Golden Globes. En 1999, le British Film Institute le classe 34e du Top 100 des meilleurs films britanniques.

## Synopsis
Le 30 janvier 1948, alors qu'il se rend à la prière du soir, Gandhi se fait tirer dessus à bout portant par Nathuram Godse. Le Mahatma reçoit ensuite des funérailles nationales, avec un cortège suivi par des millions de personnes de tous horizons. Un journaliste radio raconte alors la vie et l'œuvre de Gandhi qui ont changé le monde...
En juin 1893, Gandhi, âgé de 23 ans, se fait éjecter d'un train en Afrique du Sud parce qu'un Indien ne peut être assis dans un compartiment de première classe, alors qu'il avait bien un billet de première classe. Réalisant que les lois ne sont pas respectées même envers les Indiens bien éduqués et prospères, il décide alors de lancer une campagne de protestation non violente pour les droits de tous les Indiens d'Afrique du Sud, arguant qu'ils sont des sujets britanniques et qu'ils ont droit aux mêmes droits et privilèges que les blancs. Après de nombreuses arrestations et des articles dans les médias internationaux, le gouvernement finit par céder en reconnaissant certains droits aux Indiens.
En 1915, à la suite de sa victoire en Afrique du Sud, Gandhi se rend en Inde, où il est désormais considéré comme un héros national. Il est invité à rejoindre la lutte pour l'indépendance de l'Inde (avec notamment le Swaraj et Quit India) vis-à-vis de l'Empire britannique. Gandhi est d'accord et monte une campagne de non-coopération non violente d'une ampleur sans précédent, le Satyagraha. Il parvient ainsi à regrouper des millions d'Indiens à travers tout le pays. Il y a malgré tous quelques revers, comme la violence contre les manifestants ou parfois même venant manifestants eux-mêmes, l'emprisonnement de Gandhi et le massacre d'Amritsar en 1919.
Par ailleurs, cette campagne suscite une grande attention en Grande-Bretagne. Le Royaume subit une intense pression publique. En 1930, Gandhi proteste contre la taxe sur le sel imposée par les Britanniques via une « marche du sel » hautement symbolique. Il se rend également à Londres pour une conférence concernant l'éventuel départ de la Grande-Bretagne d'Inde. Mais les débats s’avèrent cependant infructueux. Gandhi passe une grande partie de la Seconde Guerre mondiale en prison pour ne pas avoir soutenu la guerre. Alors qu'il assigné à résidence, sa femme Kasturba décède en 1944. À la fin de la guerre, l’Inde obtient enfin son |indépendance. Alors que les Indiens célèbrent cette victoire, leurs ennuis sont loin d'être terminés : le pays est ensuite divisé selon des critères religieux. Il est décidé que la zone nord-ouest et la partie orientale de l’Inde (futur Bangladesh), deux régions où les musulmans sont majoritaires, deviendront un nouveau pays appelé Pakistan. L'idée est de permettre aux musulmans de vivre dans un pays séparé pour faire diminuer la violence. Gandhi est cependant opposé à cette idée et souhaite même que Muhammad Ali Jinnah devienne le premier Premier ministre de l'Inde. Mais la partition de l'Inde est néanmoins réalisée en 1947. Les tensions religieuses entre hindous et musulmans éclatent en violences à l'échelle nationale. Opposé à tous ces troubles, Gandhi déclare qu'il se lance dans une grève de la faim et qu'il ne mangera pas jusqu'à la fin des combats. Les combats finissent par s’arrêter.
Gandhi passe ses derniers jours à tenter d'instaurer la paix entre les deux nations. Cela attire les foudres de nombreux dissidents, des deux côtés, dont l'un (Godse) l'assassine. Gandhi est incinéré et ses cendres sont dispersées sur le Gange. Pendant que cela se produit, les téléspectateurs entendent Gandhi dans une autre voix off du début du film.

## Fiche technique
- Réalisation : Richard Attenborough
- Scénario : John Briley
- Musique : Ravi Shankar (George Fenton pour la version exploitée aux États-Unis)
- Production : Richard Attenborough, Rani Dubé
- Photographie : Ronnie Taylor, Billy Williams
- Montage : John Bloom
- Décors : Stuart Craig, Bob Laing
- Direction artistique : Norman Dorme, Ram Yedekar
- Costumes : Bhanu Athaiya, John Mollo
- Maquillage : Tom Smith
- Sociétés de production : International Film Investors, National Film Development Corporation of India, Goldcrest Films International, Indo-British Films et Carolina Bank
- Distribution : Warner-Columbia Film (France), Columbia-EMI-Warner (Royaume-Uni)
- Pays de production :  Royaume-Uni,  Inde
- Format : couleur - 35 mm - 2.35:1 - son Dolby Stéréo
- Genre : drame biographique et historique
- Durée : 191 minutes
- Budget : 22 000 000 $ (estimation)
- Dates de sortie : 
  - France : 30 novembre 1982 (avant-première à New Delhi)
  - Royaume-Uni : 17 février 1983
  - France : 23 mars 1983
  - Belgique : 24 mars 1983 (Gand)

## Distribution
- Ben Kingsley (VF : Med Hondo) : Mohandas Karamchand Gandhi
- Roshan Seth (VF : Bernard Tiphaine) : Pandit Jawaharlal Nehru
- Alyque Padamsee (en) (VF : Jean Barney) : Muhammad Ali Jinnah
- John Mills (VF : Jean Lagache) :  Lord Chelmsford, vice-roi
- John Gielgud (VF : René Bériard) :  Lord Irwin, vice-roi
- Martin Sheen (VF : Bernard Murat) : Vince Walker, journaliste fictif partiellement basé sur Webb Miller (en)
- Ian Charleson (VF : Marc François) : le révérend C. F. Andrews
- Günther Maria Halmer (VF : José Luccioni) : Herman Kallenbach (en)
- Saeed Jaffrey (VF : Serge Sauvion) : Sardar Vallabhbhai Patel
- Candice Bergen (VF : Perrette Pradier) : Margaret Bourke-White
- Athol Fugard (VF : Jacques Deschamps) : le général Jan Christiaan Smuts
- Edward Fox (VF : Philippe Mareuil) : Général Dyer
- Trevor Howard (VF : Claude Joseph) : juge Broomfield
- Geraldine James (VF : Sylvie Moreau) : Mirabehn (Madeleine Slade)
- Virendra Razdan : Maulana Abdul Kalam Azad
- Richard Vernon (VF : Jean Michaud) : Edward Albert Gait (en)
- Richard Griffiths (VF : Joël Martineau) : Collins
- Ian Bannen (VF : William Sabatier) : l'officier chef des forces de police
- Shreeram Lagoo (VF : Henry Djanik) : Professeur Gokhale
- Amrish Puri (VF : Sady Rebbot) : Khan
- Rohini Hattangadi (VF : Jane Val) : Kasturba Gandhi
- Nigel Hawthorne (VF : François Nocher) : Kinnoch
- Om Puri (VF : Sady Rebbot) : Nahari
- Supriya Pathak : Manu
- Peter Harlowe (VF : Hubert Noël) : Lord Louis Mountbatten
- Daniel Day-Lewis : Colin
- Winston Ntshona : le steward dans le train en Afrique du Sud
- David Markham : le vieux gentleman anglais
- Michael Bryant : un diplomate anglais
- Pankaj Mohan :  Mahadev Desai, premier secrétaire de Gandhi
- Pankaj Kapur : second secrétaire de Gandhi, Pyarelal Nayyar (en)
- Anang Desai (en) : Acharya Kripalani (en)
- Dilsher Singh : Khan Abdul Ghaffar Khan
- Harsh Nayyar : Nathuram Godse
- Shekhar Chatterjee (en) : Huseyn Shaheed Suhrawardy
- Terrence Hardiman (en) : Ramsay MacDonald
- Nana Palsikar : un vieux villageois

## Production

### Genèse et développement
En 1952, le producteur Gabriel Pascal reçoit un accord de Jawaharlal Nehru, alors premier ministre de l'Inde, pour faire un film sur Gandhi. En 1962, le réalisateur Richard Attenborough est contacté par Motilal Kothari, un Indien travaillant pour la Haute Commission indienne à Londres. Fervent disciple de Gandhi, l'homme veut rencontrer le cinéaste pour faire un film sur Gandhi,. Richard Attenborough accepte, après avoir lu la biographie de Louis Fischer (en). Il tentera pendant 18 ans de concrétiser le projet. Il rencontre Jawaharlal Nehru, alors premier ministre de l'Inde, qui valide le projet. À la mort de Nehru, ses successeurs - dont sa propre fille Indira Gandhi - ont maintenu leur accord et n'ont jamais posé une seule condition pour le scénario. Attenborough travailla 20 ans pour trouver un producteur, aucun ne souhaitant s'engager sur un film jugé trop risqué. Il obtient également l'accord de Louis Mountbatten.
Le réalisateur David Lean et le producteur Sam Spiegel voulaient également développer un film sur Gandhi avec Alec Guinness, juste après avoir terminé Le Pont de la rivière Kwaï. Ils se focaliseront finalement sur un autre projet, Lawrence d'Arabie. Richard Attenborough approchera à contrecœur David Lean avec son propre projet à la fin des années 1960. David Lean accepte initialement de réaliser le film avec Richard Attenborough dans le rôle principal. Finalement, David Lean part tourner La Fille de Ryan. De plus, le projet marquer un coup d'arrêt après la mort de Motilai Kothari.
Richard Attenborough tente de ressusciter le projet en 1976 avec Warner Bros.. Ensuite, la Première ministre Indira Gandhi déclare l'état d'urgence en Inde et que le tournage sera impossible. Le coproducteur Rani Dube persuade Indira Gandhi de fournir les premiers 10 millions de dollars de la National Film Development Corporation of India (en), présidée par D. V. S. Raju (en) à cette époque, grâce à quoi le reste du financement a finalement été collecté,. Aucun studio américain ne voulait financer le projet. La plupart de l'argent provient du producteur Joseph E. Levine, qui accepte à condition que Richard Attenborough réalise avant cela Un pont trop loin (1977) et Magic (1978). Finalement, en 1980, Richard Attenborough est en mesure d'obtenir le reste du financement nécessaire pour réaliser le film. Le scénariste John Briley l'avait présenté à Jake Eberts, le directeur général de la nouvelle société de production Goldcrest Films International, qui avait réuni environ les deux tiers du budget du film.
Richard Attenborough indique ne s'être versé aucun salaire. Martin Sheen indique avoir fait don de son salaire pour aider les pauvres de Calcutta.

### Attribution des rôles
Richard Attenborough propose initialement le rôle à Anthony Hopkins, qu'il a dirigé dans son précédent film Magic. Alec Guinness, John Hurt, Tom Courtenay et Dustin Hoffman ont également été envisagés. Sur recommandation de Harold Pinter et Michael Attenborough, le réalisateur choisit finalement Ben Kingsley. Ce dernier, dont le véritable nom est Krishna Bhanji, est originaire par son père de l'État indien de Gujarat dans lequel est né également Gandhi.
Daniel Day-Lewis apparait pour la première fois dans un rôle crédité au générique.
En 1980, Laurence Olivier avait été annoncé pour incarner le général Reginald Dyer. Il sera finalement tenu par Edward Fox.

### Tournage
Au début du tournage, la production fait face à diverses oppositions : certaines castes, considérant qu'un tel film devait être tourné par des indiens et non par un réalisateur britannique, un ancien premier ministre fit une grève de la faim et fut imité par d'autres personnes, et une foule de gens étaient couchés sur le sol pour empêcher l'équipe d'accéder au lieu de tournage. Ce n'est que grâce à Indira Gandhi, dont Attenborough était un ami personnel, que le tournage put commencer. Attenborough reçut également l'appui du petit-fils de Gandhi.

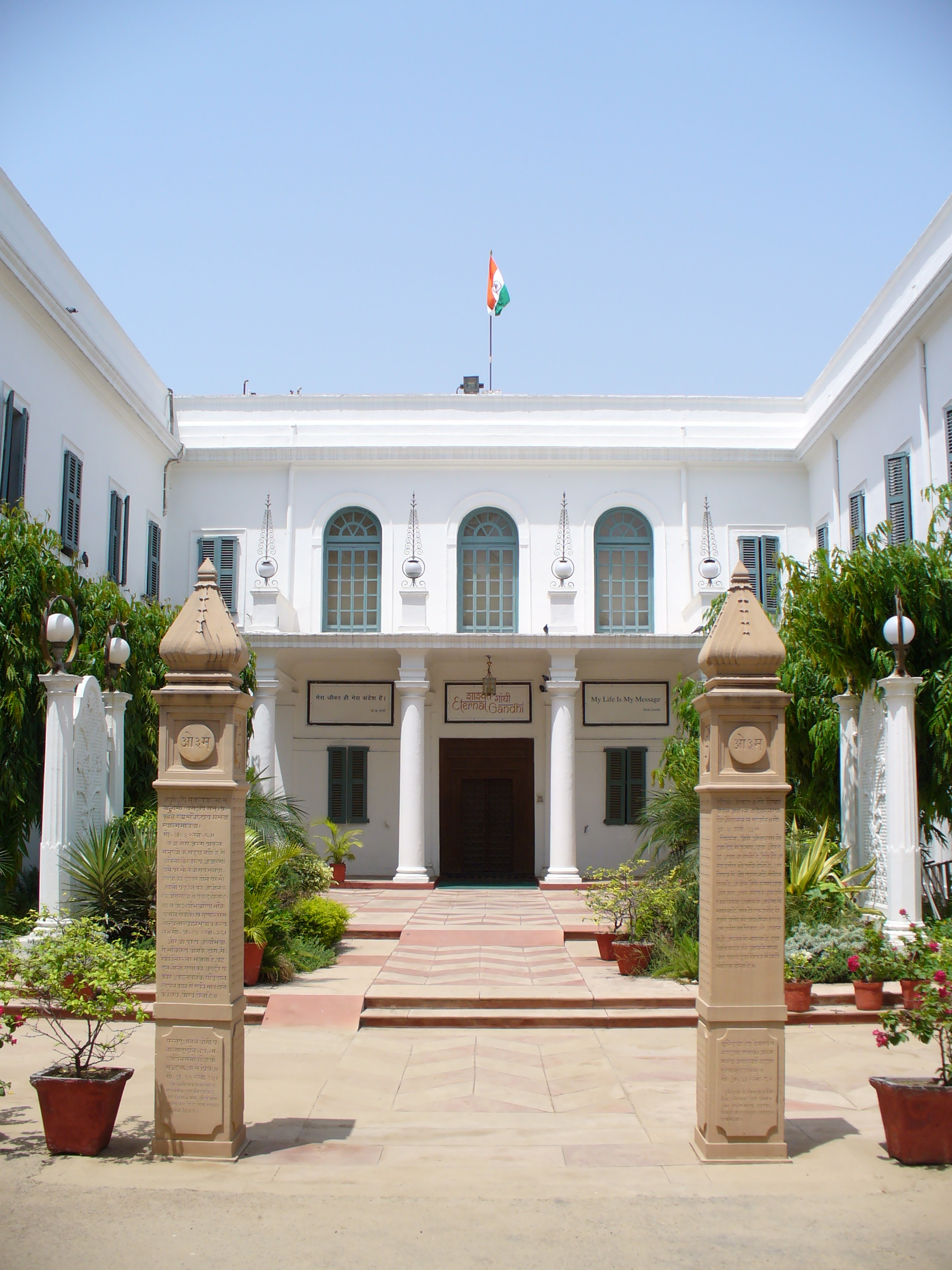
la Maison Birla à New Delhi a été utilisée pour le film

Le tournage, qui se déroule du 26 novembre 1980 au 10 mai 1981, est très complexe. Richard Attenborough évoque l'immensité du territoire et des températures extrêmes, jusqu'à 44 °C. Il se déroule en Inde (Patna, Pune, New Delhi, Bombay, Delhi, Porbandar, Amritsar, Udaipur, Calcutta), au Pakistan (Islamabad), au Népal (Katmandou), au Sri Lanka (Colombo), en Birmanie (Rangoun) ainsi qu'en Angleterre (Shepperton Studios, Londres, Staines, ...).
La scène des funérailles est tournée le 30 janvier 1981, jour de l'anniversaire de la mort de Gandhi. Elle nécessité des milliers de figurants, recrutés via des annonces dans la presse, avec promesses de dons à des associations, hôpitaux, écoles, ne pouvant rémunérer chacun séparément. Au-delà des espérances, entre 300 et 400 000 personnes répondent à l'appel (et encore il y avait ce jour-là une grève des bus). Ce fut la plus grande foule jamais utilisée dans un film, car des trucages numériques sont le plus souvent utilisés. Comme on ne pouvait arrêter ni faire revenir en arrière la procession, on utilisa une vingtaine de caméras. Il y eut des difficultés avec les enfants qui sautaient et faisaient des grimaces, rendant certains plans inutilisables. Finalement, 7 000 mètres de pellicule furent utilisés pour une séquence de seulement 2 ou 3 minutes. La scène figure au Livre Guinness des records
La scène de l'assassinat de Gandhi est quant à elle tournée à la Maison Birla à New Delhi, à l'endroit même où eut lieu le meurtre.

## Distinctions

### Récompenses
- Oscars 1983 :
  - Oscar du meilleur film
  - Oscar du meilleur scénario original
  - Oscar du meilleur réalisateur
  - Oscar du meilleur acteur
  - Oscar du meilleur montage
  - Oscar de la meilleure direction artistique
  - Oscar de la meilleure photographie
  - Oscar de la meilleure création de costumes

- BAFTA 1983
  - British Academy Film Award du meilleur film
  - British Academy Film Award du meilleur acteur
  - British Academy Film Award du meilleur réalisateur
  - British Academy Film Award de la meilleure actrice dans un second rôle pour Rohini Hattangadi
  - British Academy Film Award du meilleur nouveau venu dans un rôle principal

- Golden Globes 1983
  - Golden Globe du meilleur réalisateur pour Richard Attenborough
  - Golden Globe du meilleur acteur dans un film dramatique pour Ben Kingsley
  - Golden Globe du meilleur film étranger
  - Golden Globe de la révélation masculine de l'année pour Ben Kingsley
  - Golden Globe du meilleur scénario pour John Briley

### Nominations
- Oscars 1983
  - Oscar de la meilleure musique de film
  - Oscar du meilleur son
  - Oscar des meilleurs maquillages
- BAFTA 1983
  - Meilleur acteur dans un second rôle pour Edward Fox
  - Meilleur acteur dans un second rôle pour Roshan Seth
  - Meilleure actrice dans un second rôle pour Candice Bergen
  - Meilleur scénario pour John Briley
  - Meilleure direction artistique pour Stuart Craig
  - Meilleurs costumes
  - Meilleurs maquillages et coiffures
  - Meilleure photographie
  - Meilleur montage
  - Meilleur son
  - Meilleure musique de film